# 聖哈維爾 (聖大非省)
30°35′S 59°57′W / 30.583°S 59.950°W
聖哈維爾（西班牙語：San Javier）是阿根廷的城市，位於該國東北部聖大非省，是聖哈維爾縣的首府，始建於1743年，面積2,284平方公里，海拔高度28米，2010年人口16,449，人口密度每平方公里0.01人。